# Pittosporum maireaui
Pittosporum maireaui är en tvåhjärtbladig växtart som beskrevs av Harold St.John. Pittosporum maireaui ingår i släktet Pittosporum och familjen Pittosporaceae. Inga underarter finns listade.